# Porno Holocaust
(Slogan promozionale)
Porno Holocaust è un film del 1981, diretto da Joe D'Amato e Bruno Mattei (quest'ultimo non accreditato). Il film fa parte del cosiddetto "periodo esotico-erotico" di Joe D'Amato, che comprende una serie di film horror-erotici girati a Santo Domingo.

## Trama
Uno scienziato, una coppia di biologi in crisi, una contessa, un tenente della marina, il dottor Leimor e la dottoressa Annie vanno su un'isola tropicale per effettuare delle ricerche. Arrivati sul luogo, scoprono che un test nucleare ha provocato delle mutazioni genetiche tra gli animali, che hanno assunto dimensioni spropositate. Si scopre anche che un uomo del luogo è stato trasformato in un terribile mostro dal volto deformato e dal pene gigantesco, che gira per l'isola sventrando le donne.
Il gruppo si ritrova bloccato sull'isola, poiché qualcuno ha disancorato la loro barca. Simone si ritrova faccia a faccia con il mostro, che la sventra dopo averla stuprata; la medesima fine toccherà alla contessa. Il dottor Leimor viene strangolato, mentre il tenente riesce ad uccidere il mostro con un colpo di fucile subacqueo e a fuggire insieme ad Annie. Per festeggiare i due hanno un amplesso a bordo della barca.

## Produzione
Il film fu girato a Santo Domingo contemporaneamente con Sesso nero e Hard Sensation, spostandosi nelle varie località gli attori recitavano le battute di un film, si cambiavano i vestiti e recitavano le battute dell'altro film, e dopodiché cambiavano località.
In origine il film non doveva essere un porno, e si doveva intitolare solamente Holocaust. Fu un'idea della produzione trasformarlo in hard. Joe D'Amato dichiarò: «Volevamo scioccare il pubblico... era da poco che si facevano film hard e ancora non si sapeva da che parte andare».
Le scene hard sono interpretate (per la maggior parte) da Lucía Ramirez, reclutata in loco, Mark Shanon e Annj Goren, pseudonimo dell'attrice italiana Anna Maria Napolitano. La colonna sonora, curata da Nico Fidenco, è stata pubblicata dalla Edizioni musicali CAM.

## Critiche
Per la rivista Monster Bis, Porno Holocaust è «un film mitico perché contiene tutte le follie, tutti i deliri di fondo dell'arte di Joe D'Amato».
Per Gordiano Lupi Porno Holocaust è «il film più riuscito del periodo dominicano, perché folle e visionario come il miglior cinema di Joe D'Amato».

## Titoli esteri
Il film uscì in Spagna come Holocausto Porno e in Germania come Orgasmo nero II - Insel der Zombies.

## Collegamenti ad altre pellicole
- Il titolo del film è un riferimento al film di Ruggero Deodato Cannibal Holocaust, uscito l'anno prima.
- Il respiro affannoso del mostro che spia le ragazze, la caverna in cui si rifugia, il suo diario rivelatore e il suo passato da uomo normale, sono presenti anche in Antropophagus, girato da D'Amato nel 1980.